# Breaking Glass
Breaking Glass è un brano musicale del musicista rock britannico David Bowie. La canzone venne composta congiuntamente da Bowie, dal bassista George Murray e dal batterista Dennis Davis.

## Il brano
Originariamente la traccia venne inclusa nell'album di Bowie del 1977 intitolato Low; successivamente una versione del vivo fu pubblicata come brano guida dell'EP in promozione del secondo album live dell'artista, Stage, nel 1978. L'EP raggiunse la posizione numero 54 in Gran Bretagna nel dicembre 1978.
Negli Stati Uniti, il brano Star venne scelto come traccia principale per l'EP live (con What in the World e Breaking Glass come B-side), ma fallì l'entrata in classifica, mentre in Giappone uscì Blackout come singolo promozionale di Stage.
Breaking Glass è stata eseguita nei successivi tour di Bowie del 1978, 1983, 1995–1996, 2002 e 2003-2004.

### Testo
La versione originale in studio possiede un testo criptico e bizzarro persino per gli standard di Low. La composizione è caratterizzata da un testo frammentario che, come molte altre delle canzoni scritte da Bowie durante il suo soggiorno a Berlino, illustra lo stile introspettivo retaggio dell'oscuro periodo "drogato" passato a Los Angeles nel 1975-76. Le parole del testo, se lette attentamente, dal punto di vista narrativo sembrano essere più uno stralcio di discorso frammentario che una canzone vera e propria con un inizio ed una fine, e se le frasi vengono separate dal contesto, il brano dà un'impressione di discontinuità e sottile schizofrenia. La traccia è anche curiosamente breve, non raggiungendo neanche i due minuti di durata nella versione sull'album.
La frase: «Don't look at the carpet; I drew something awful on it» ("Non guardare il tappeto, ci ho disegnato sopra qualcosa di orribile") presente nel testo del brano si riferisce all'abitudine di Bowie dell'epoca di disegnare simboli magici sul pavimento di casa durante il suo periodo di infatuazione per l'occultismo di Aleister Crowley, e per la Cabala. Frasi come queste contribuirono ad alimentare la leggenda che voleva Bowie essere un forte appassionato di simboli cabalistici e di magia nera (pochi mesi prima si era fatto fotografare mentre disegnava l'"albero della vita" su un pavimento e la foto finì sul retro della ristampa in CD dell'album Station to Station pubblicata dalla Rykodisc all'inizio degli anni novanta).

### Esecuzioni dal vivo
- Una versione live registrata nel corso del tour di "Heroes" al Philadelphia Spectrum il 28-29 aprile 1978, venne pubblicata sull'album dal vivo Stage. Questa versione live fu anche inserita come B-side del singolo Star nel 1978.

## Tracce singolo
1. Breaking Glass (Bowie, Davis, Murray)  – 3:28
2. Art Decade (Bowie) – 3:10
3. Ziggy Stardust (Bowie) – 3:32

## Formazione
- David Bowie: voce
- Carlos Alomar: chitarra
- George Murray: basso
- Dennis Davis: batteria
- Ricky Gardener: chitarra ritmica
- Brian Eno: Mini Moog